# Бергеінзі
Бергеінзі (рос. Бергеинзи) — село Акушинського району, Дагестану Росії. Входить до складу муніципального утворення Сільрада Акушинська.
Населення — 123 (2010).

## Населення
За даними перепису населення 2002 року в селі мешкало 98 осіб. У тому числі 51 (52,04 %) чоловік та 47 (47,96 %) жінок.
Переважна більшість мешканців — даргинці (99 % усіх мешканців). У селі переважає північнодаргинська мова.